# Oso ruso
El oso ruso es un símbolo generalizado de Rusia, por lo general un oso pardo europeo, que se utiliza en los dibujos animados, artículos y obras de teatro dramáticas desde tan temprano como el siglo XVI, y se relaciona por igual a la Rusia zarista, la Unión Soviética y la actual Federación Rusa.

## Historia
El oso ha sido una de las principales imágenes utilizadas para identificar a Rusia. Su origen no se encuentra en la tradición del país sino en los mapas medievales occidentales que llenaban de osos las lejanas, vastas y desconocidas «tierras rusas». Esta visión se veía reforzada porque el comercio de pieles era una de sus principales actividades económicas. La consecuencia fue que «el país fuera imaginado como un lugar medio salvaje, repleto de fieras ―osos― y en el que sus habitantes vestían a menudo pieles de animales».
En 1539, el eclesiástico Olaus Magnus publicó un mapa donde Rusia aparecía con un oso dibujado en su territorio. Contemporáneo a Magnus, el escritor y diplomático alemán Segismundo von Herberstein publicó Rerum Moscoviticarum Commentarii, sobre sus experiencias en Rusia, describiendo la abundancia de osos y su supuesta presencia habitual en las calles de las poblaciones rusas. Los escritos de Heberstein fueron citados repetidamente por otros autores durante casi cien años.
Aunque la primera mención al «oso ruso» aparece en una obra de Shakespeare, no fue hasta el siglo XIX cuando se extendió su uso, sobre todo en contextos satíricos o negativos. Sólo con el paso del tiempo fueron los propios rusos los que acabaron adoptándolo como alegoría de su propio país, claro es, destacando los aspectos positivos. «Para los extranjeros, el oso significaba barbarismo, salvajismo, retraso cultural; significaba la deshumanización de los rusos, arrastrándolos al reino animal y dejándolos como algo fuera de los europeo, de los civilizado. Cosa que usaron durante las potentes campañas de propaganda de la guerra de crimea, a partir de lo cual los rusos hicieron uso de la figura del oso, como simbolo de fuerza, naturaleza y poder. A Rusia había que temerla como se teme a un oso. Su uso en Rusia se convirtió en reflejo de los crecientes sentimientos antioccidentales y aislacionistas, exacerbados por la propaganda».
Tener el cachorro de oso "Misha", como la mascota de los Juegos Olímpicos de Moscú de 1980 fue pensado evidentemente para contrarrestar la imagen "grande y brutal del oso ruso" con un pequeño oso caricaturizado.[cita requerida]
En Rusia las asociaciones con la imagen del oso han recibido reacciones relativamente mixtas. Por un lado, los propios rusos aprecian el oso por su fuerza bruta y astucia, y los osos se utilizan muy a menudo como mascotas o como parte de un diseño en un logotipo. Por otro lado, el uso excesivo de la imagen del oso por los extranjeros que visitaban Rusia antes del siglo XX llevó a que la imagen del oso fuera una especie de broma privilegiada, postulando que "las calles rusas están llenos de osos" como un ejemplo de material inexacto de información acerca de Rusia.[cita requerida]
Después del colapso de la Unión Soviética, hubo algo de apoyo en el Parlamento ruso por tener un oso como el nuevo escudo de armas ruso -con los proponientes señalando que "Rusia se identifica de todos modos en el mundo con el oso"- aunque eventualmente fue el escudo de armas zarista del águila bicéfala el que fue restaurado.[cita requerida]
Más tarde, el oso fue tomado como el símbolo del partido Rusia Unida, que ha dominado la vida política en Rusia desde la década de 2000. Coincidentemente, el apellido de Dmitri Medvédev, presidente de Rusia elegido en 2008, es el adjetivo posesivo медведь: es decir su apellido significa "de un oso".[cita requerida]
En su exitosa campaña de reelección de 1984 Ronald Reagan utilizó el motivo del oso en el famoso anuncio "Oso en el bosque", que afirmó que él reconoció la existencia de una amenaza soviética, y que su oponente negó su existencia.[cita requerida]
El luchador amateur ruso Alexander Karelin también ha sido apodado el "oso ruso".

## Galería de imágenes

### De Rusia

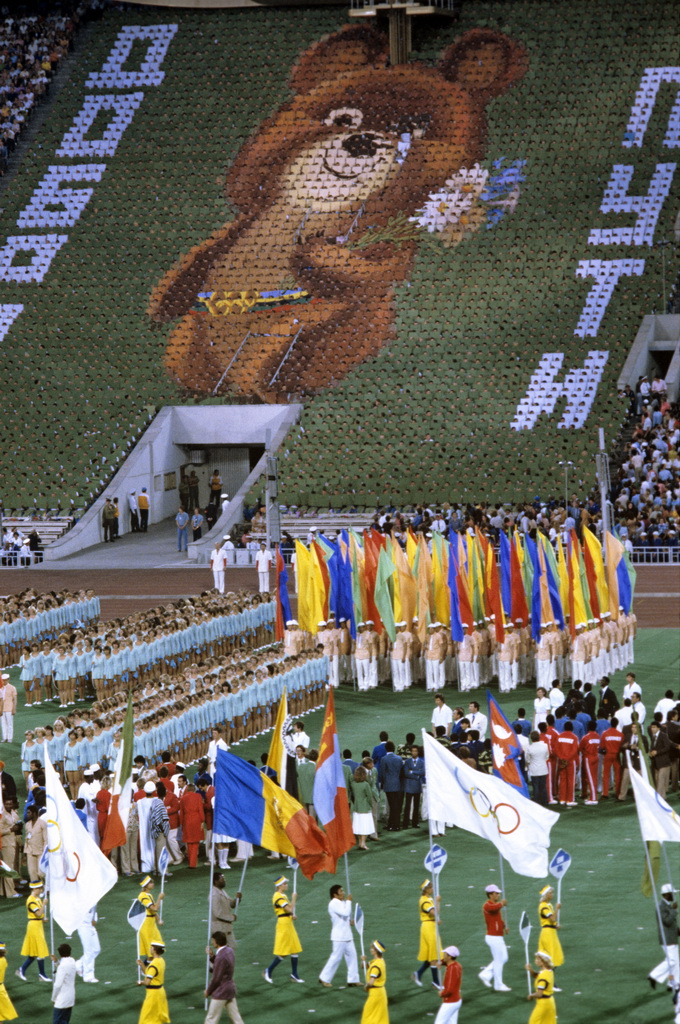
Misha el oso de peluche, la mascota de los Juegos Olímpicos de Moscú (1980)
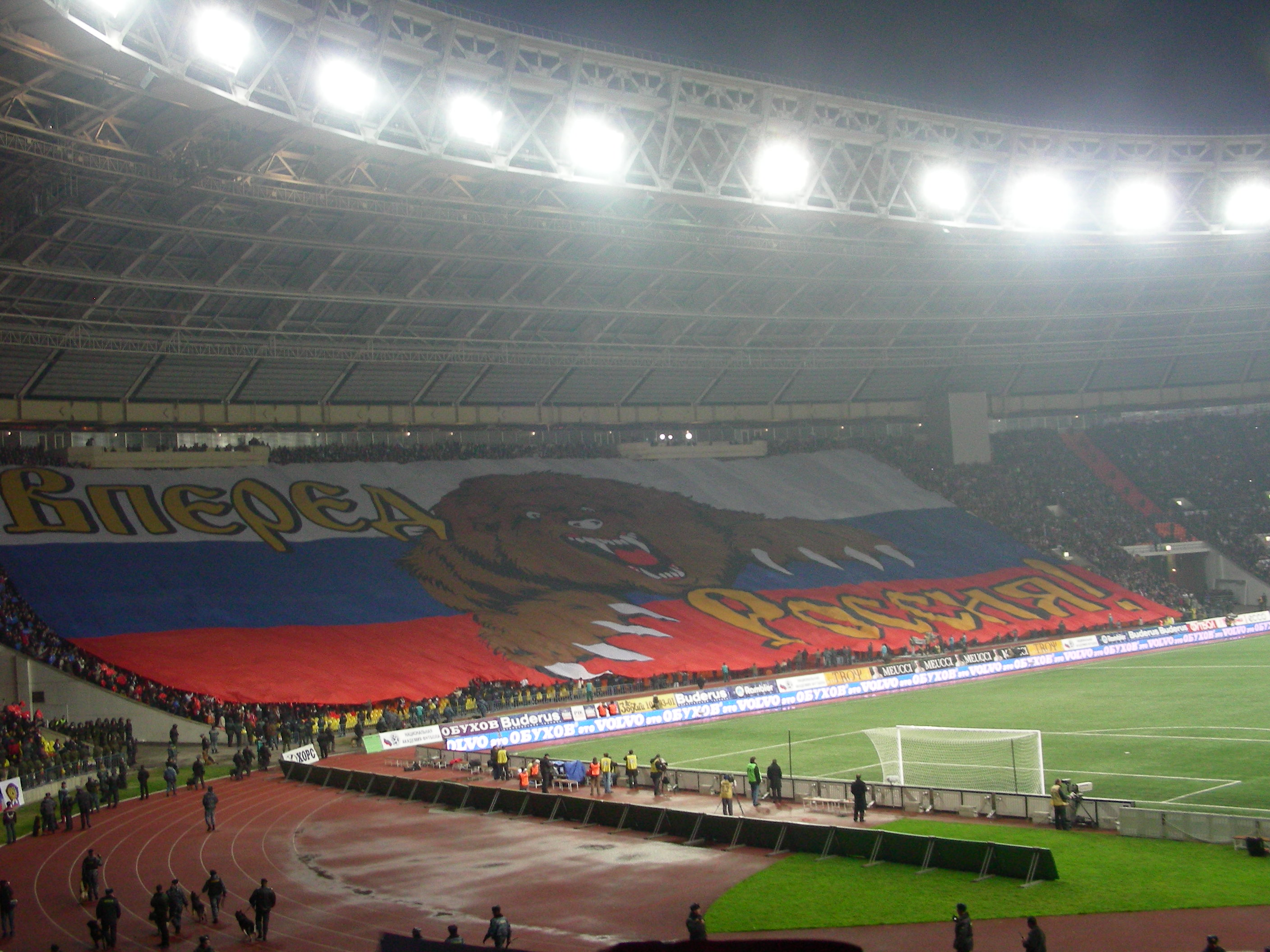
Bandera que representa el oso ruso desplegada por los aficionados al fútbol de Rusia (la inscripción dice "Adelante Rusia!").
Escudo de armas de Novgorod.

### Rusia vista desde el exterior

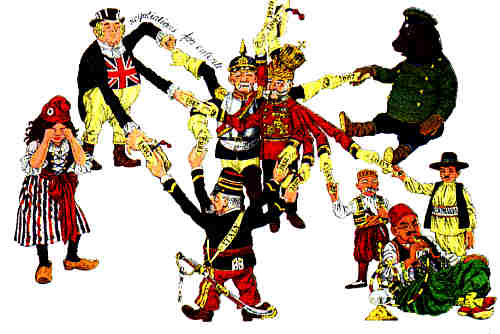
El oso ruso (sentado, a la derecha) entre las potencias europeas cortejadas por Bismarck con el fin de aislar a Francia.
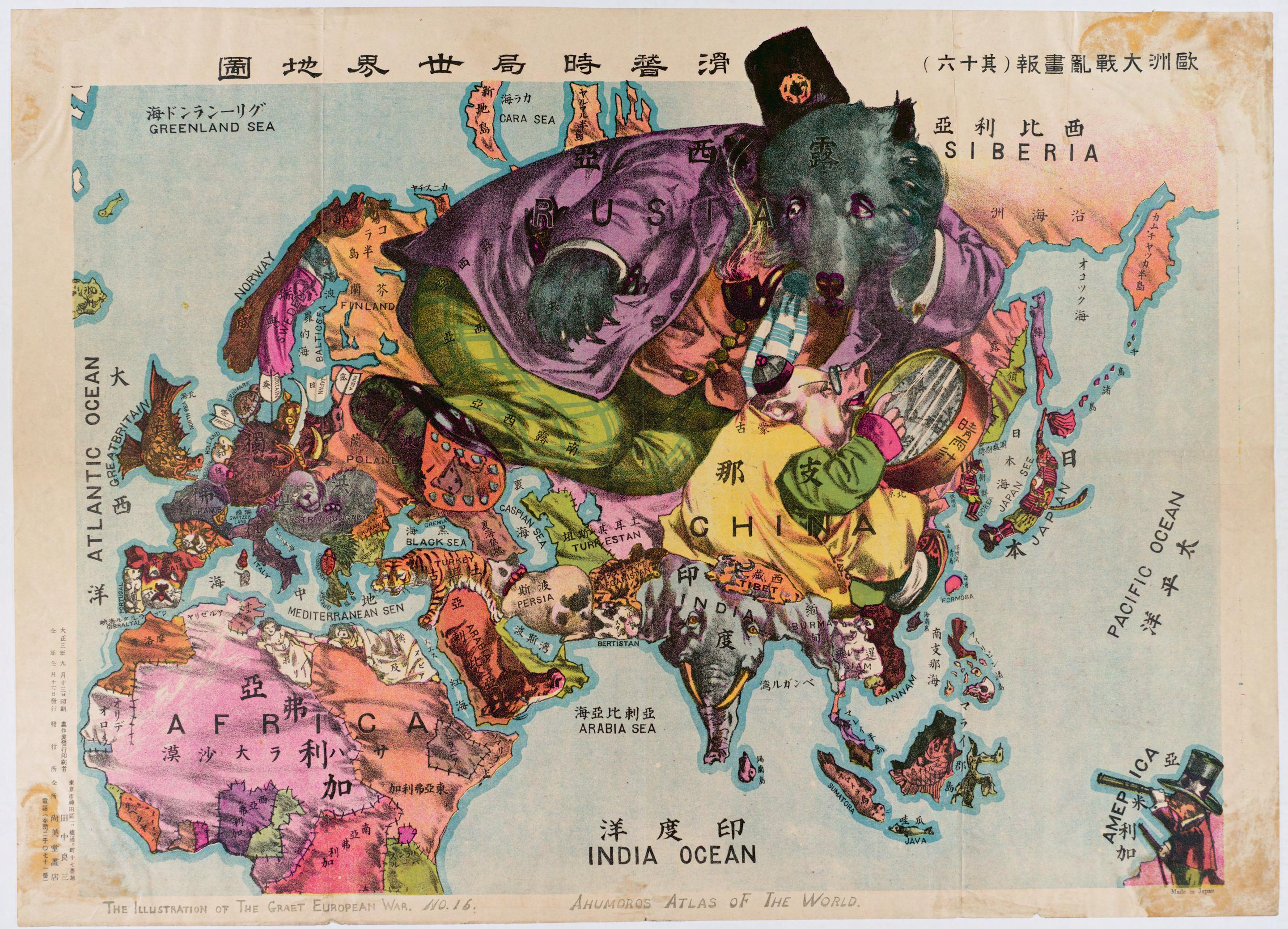
Un mapa del mundo de 1914 en japonés, en tono humorístico que representa a Rusia como un gran oso.
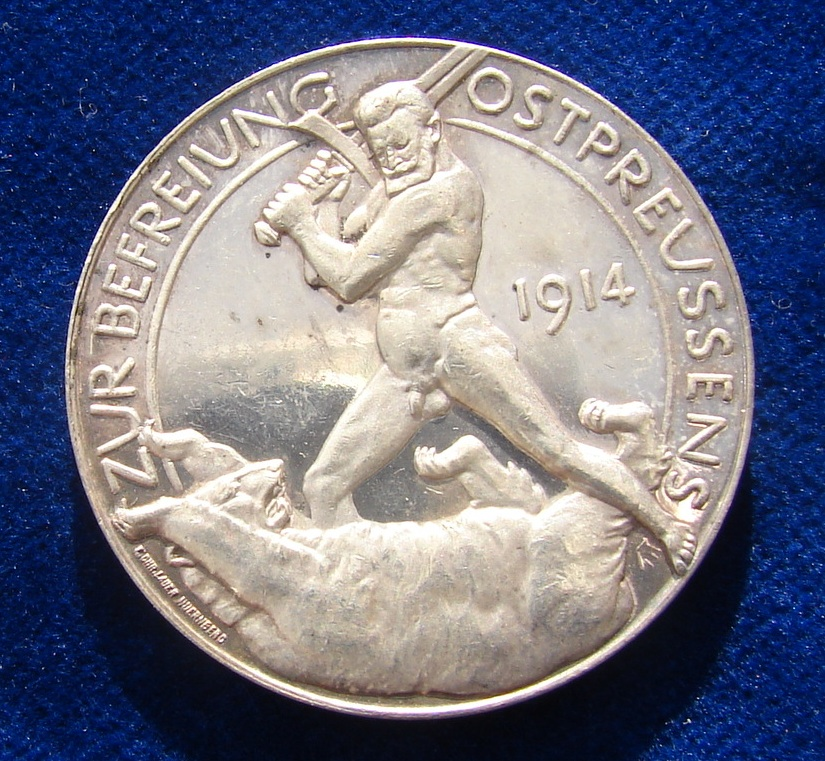
El reverso de un medallón de plata alemán que representa la liberación de Prusia Oriental en 1914 por Paul von Hindenburg. Al referirse a la batalla de Tannenberg. Vista del general Hindenburg luchando con su espada contra el Oso ruso.